# Nícies Monjo
Nícies Monjo (en llatí Nicias Monachus, en grec Νικίας) fou un monjo romà d'Orient que va florir al començament del segle vii (vers 601). No s'ha de confondre amb Nicees, bisbe d'Aquileia (454-485).
Va escriure almenys tres obres que no es conserven:
- Contra el διαιτητὴς de Filupó.
- Contra Sever l'Eutiquià. Contra el Monofisisme.
- Contra els pagans.[1]